# Вільям Крумбейн
Вільям Крумбейн (англ. William Christian Krumbein; 1902–1979) — відомий американський геолог. На його честь названа медаль Міжнародної асоціації математичної геології (англ. Association for Mathematical Geology) — IAMG. Ця медаль була заснована на 25-му Міжнародному геологічному конгресі в Сіднеї, в 1976 році. Вільям Крумбейн був одним із засновників IAMG.
Крумбейн народився в Бівер-Фолс, Пенсільванія, США, в січні 1902 року і помер 18 серпня 1979 року.
Серед наукових досягнень — φ-шкала у гранулометрії.

## Праці
- W. C. Krumbein and F. J. Pettijohn, Manual of sedimentary petrography, New York, Appleton-Century, 1938
- W. C. Krumbein, Measurement and geological significance of shape and roundness of sedimentary particles. Journal of Sedimentary Research; August 1941; v. 11; no. 2; p. 64-72. doi:10.1306/D42690F3-2B26-11D7-8648000102C1865D
- W. C. Krumbein and L. L. Sloss, Stratigraphy and sedimentation, San Francisco, W. H. Freeman, 1963
- W.C. Krumbein and F.A. Graybill, An introduction to statistical models in geology, New York, McGraw-Hill, 1965